# Luisa del Valle Silva
Luisa del Valle Silva Figallo (Barcelona, estado Anzoátegui; 8 de enero de 1896-Caracas, 24 de julio de 1962) fue una poetisa y educadora venezolana, considerada por la crítica como una de las más importantes voces poéticas de la generación del 18, donde se ubican nombres como José Antonio Ramos Sucre, Fernando Paz Castillo y Andrés Eloy Blanco.

## Primeros años
Nació en Barcelona, estado Anzoategui el 8 de enero de 1896. Hija de Pedro Vicente Silva Morandi y de María Luisa Figallo Giordani. De formación autodidacta pasó su infancia y juventud en Carúpano, donde escribió sus primeros versos a la edad de 10 años e inició su vocación pedagógica enseñando a leer con poesía a los niños de la Escuela Federal “Alejandro Ibarra”, con lo cual creó su propio método de enseñanza.
Se dedicó a la carrera del magisterio y se trasladó a Caracas en 1926, donde ofreció su primer recital en el Teatro Municipal de la mano del poeta Rodolfo Moleiro, también representante de su misma generación. Publicó su primer poemario en 1930 con el título Ventanas de ensueño, una selección de lo escrito entre 1917 y 1925. A éste le siguió Humor, amor y luz, editado en La Habana en 1941.
En 1936 fue nombrada Secretaria de la Asociación de Escritores Venezolanos. Para entonces ya pertenecía al grupo de mujeres que iniciaron la lucha por las reivindicaciones de su género y gremiales. Perteneció, ese mismo año, al grupo de fundadoras de la Asociación Venezolana de Mujeres, de la Federación Venezolana de Maestros y del Ateneo de Caracas.

## Activismo
A partir de 1936 comenzó una labor de alfabetización empleando un método personal que quizás vio su origen en sus años de maestra adolescente. 
Falleció en Caracas, el 24 de julio de 1962.

## Obra
Entre su obra está:
- Ventanas de ensueño (1930)
- Humo: poemas, 1926-1929 (1941)
- Amor: poemas, 1929-1940 (1941)
- Luz: poemas, 1930-1940 (1941)
- En silencio (1961)
- Poesía (1962)
- Sin tiempo y sin espacio (1963)
- Amanecer (1968)
- Antología poética (1980)

## Premios y reconocimientos
- Recibió el título honorífico “Hija adoptiva de Carúpano”.